# 鲁珀特地

鲁珀特地

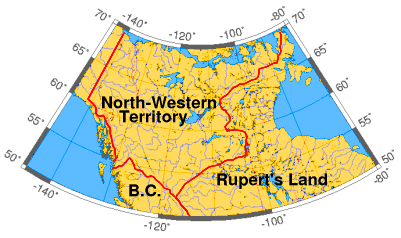
历史上的鲁珀特地（1859年的范围）

鲁珀特地，或鲁珀特王子地（英語：Rupert's Land），是英属北美的一个地区，包括哈德森湾流域的大部分，在1670年至1870年的200年时间内名义上归哈德逊湾公司所有，實際上由大英帝國所統治。虽然同时在此地也居住着许多的原住民部落。过去的鲁珀特地如今主要位于加拿大，有一小部分位于美国。其名称来自于查理一世的侄子，第一任哈德逊湾公司总督莱茵的鲁珀特王子。1821年，哈德逊湾公司的垄断权从鲁珀特地扩展到了太平洋沿岸。
曾属鲁珀特地的地区包括马尼托巴的全部、萨斯喀彻温的大部、艾伯塔和努纳武特的南部、安大略和魁北克的北部、明尼苏达州和北达科他州的部分，以及蒙大拿州和南达科他州的一小部分，直到1818年条约的簽訂，將北緯49度以南的地方全數割讓與美國。